# 南非三鬚鱈
南非三鬚鱈（学名：Gaidropsarus capensis）為輻鰭魚綱鱈形目江鱈科的其中一種，分布於東南大西洋的南非開普敦至東倫敦海域，棲息深度可達50公尺，體長可達20公分，棲息在沿岸海域。
其种加词“capensis”意为“南非开普省的/好望角的”。